# George Tupou V.

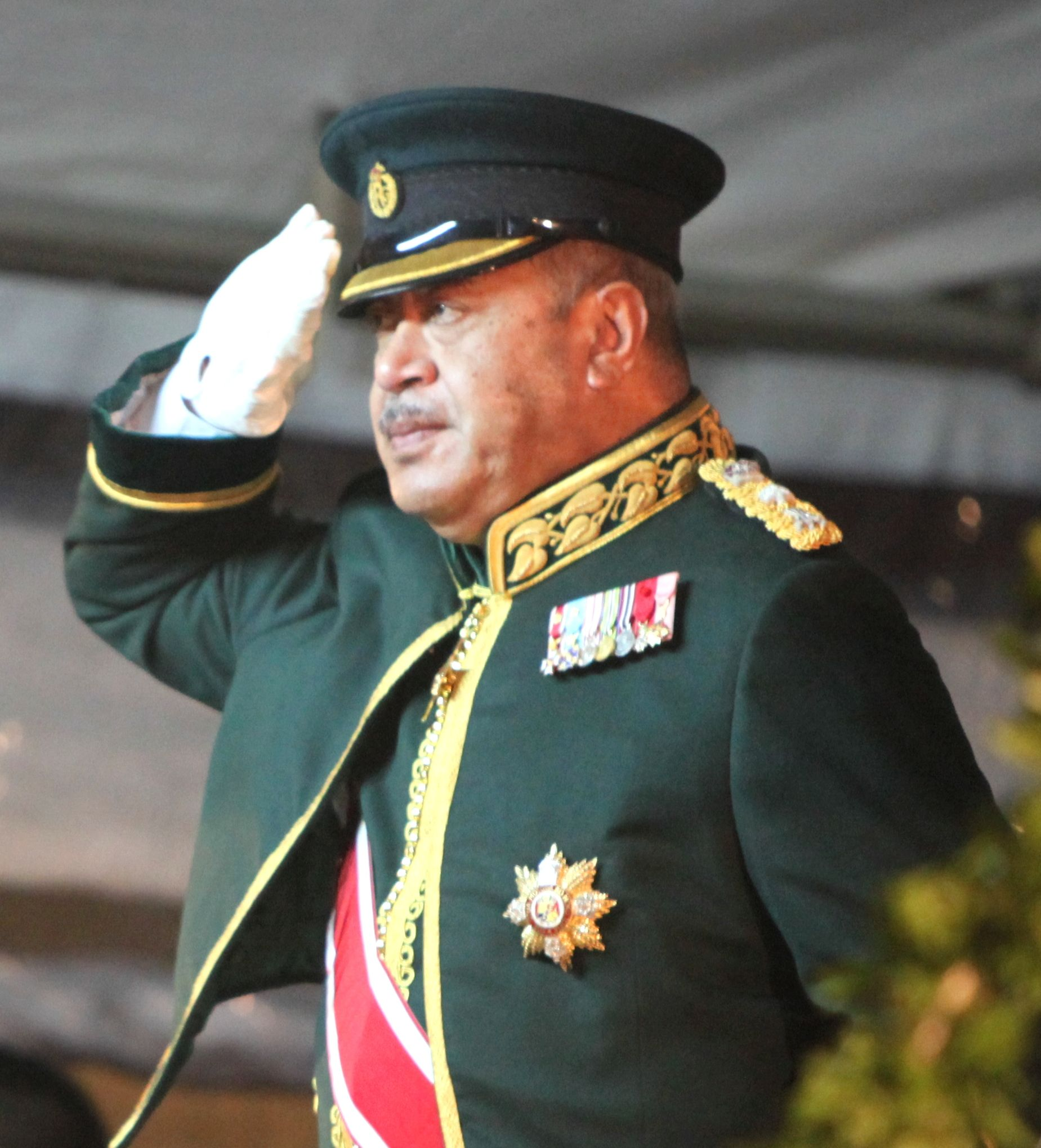
George Tupou V.

George Tupou V. (tongaisch Siaosi Tupou V., voller Name Siaosi Tāufaʻāhau Manumataongo Tukuʻaho Tupou V.; * 4. Mai 1948 auf Tongatapu; † 18. März 2012 in Hongkong) war von 2006 bis zu seinem Tod tongaischer König.

## Leben
Er war der älteste Sohn seines Vorgängers, König Taufaʻahau Tupou IV. Nach dem Jurastudium in Oxford machte er eine Ausbildung an der Militärakademie von Sandhurst in Großbritannien. Am 4. Mai 1966 wurde er zum Kronprinzen des südpazifischen Inselstaates ernannt. Als solcher hatte er einen starken Einfluss auf die Politik Tongas, so bekleidete er auch zwischen 1979 und 1998 die Position des Außenministers. Danach war er u. a. Vorstandsvorsitzender der staatseigenen Tourismusgesellschaft und eines Energiekonzerns. Als Kronprinz wurde er mit seinem Stammestitel Tupoutoʻa bezeichnet. Am 11. September 2006 wurde er nach dem Tod seines Vaters als neuer König von Tonga proklamiert, die feierliche Krönung fand am 1. August 2008 statt. Drei Tage vor der Zeremonie kündigte der als unbeliebt geltende George Tupou V. an, die Regierungsgewalt an das Parlament zu übergeben. Er wollte nur noch repräsentative Aufgaben übernehmen. Die Vorschläge einer zu diesem Zweck eingesetzten Verfassungs- und Wahlrechtskommission wurden jedoch nur zum Teil umgesetzt: Der König behielt das Recht, das Parlament aufzulösen und gegen Gesetze ein Veto einzulegen.
Als Kronprinz erregte er Aufsehen mit dem Plan, das gesamte Erbmaterial seiner künftigen Untertanen an eine australische Biotechnologiefirma zu verkaufen. Der unverheiratete Monarch galt als Playboy. Seine uneheliche Tochter 'Ilima Lei Tohi ist nach offiziellen Angaben von der Thronfolge ausgeschlossen; somit war sein jüngerer Bruder ʻAhoʻeitu ʻUnuakiʻotonga Tukuʻaho der Kronprinz und wurde sein Nachfolger als König.
König George Tupou V. starb am 18. März 2012 in einem Hongkonger Krankenhaus. Wenige Wochen zuvor, im Februar 2012, hatte er Europa besucht und war unter anderem im Rahmen eines offiziellen Staatsbesuches auch von Papst Benedikt XVI. im Vatikan empfangen worden.

## Orden (Auswahl)
- Souverän aller königlichen Orden von Tonga
- Offizier der Ehrenlegion
- Großkreuz des Verdienstordens der Republik Ungarn
- Orden von Chula Chom Klao
- Order of Saint John
- Großkreuz des Order of St. Michael and St. George
- Großkreuz des Royal Victorian Order
- Knight Commander des Order of the British Empire
- Collane des Ordens des Adlers von Georgien